# Creature di Dragonlance
In questa sezione sono raccolte informazioni sulle principali razze che popolano Krynn nella saga fantasy di Dragonlance.

## C

### Cavalieri della Morte
Terribili creature che sfuggono ad ogni dominio, i cavalieri della morte sono echi dell'anima di antichi Cavalieri di Solamnia (o più raramente di altri ordini) condannati per qualche immondo reato a restare fra i mortali anche dopo la morte, e per tale motivo infestano i luoghi a cui sono stati legati in vita senza mai riuscire a trovare la pace. Essi si presentano come creature trasparenti che portano ancora addosso i segni pervertiti e corrotti del loro antico lignaggio, come l'armatura e la spada che contraddistinguono il loro vecchio ordine di appartenenza: la loro vista causa un terrore inumano, in grado di soffocare anche le creature più temerarie (come i kender), il loro tocco è gelido come l'Oltretomba e possono uccidere pronunciando anche una sola parola. Essendo nonmorti, sono inoltre tra i pochi in grado di vedere la Luna nera del dio Nuitari, assieme alle Vesti Nere e agli altri nonmorti al servizio di Chemosh.
Il più importante cavaliere della morte tra quelli che compaiono in Dragonlance è Lord Soth di Dargaard Keep. Un altro cavaliere della morte che assume importanza dopo il ritorno degli dei nell'Era dei mortali è Ausric Krell, ex Cavaliere di Takhisis maledetto dalla dea Zeboim per aver procurato la morte di suo figlio Ariakan.

### Centauri
Misteriose creature, metà uomo e metà cavallo, che abitano il Bosco di Darken. Sono creature orgogliose e nobili d'animo. Servono la Guardiana della Foresta, uno splendido unicorno bianco dall'infinita saggezza.

## D

### Draghi
I draghi sono potentissime creature alate in grado di sputare soffi micidiali e di terrorizzare a morte qualunque umano che non sia abituato alla loro vista. Sanno parlare e lanciare potenti incantesimi, tali che solo i maghi più potenti sono in grado di tenere loro testa. Dopo la prima guerra di Huma, i draghi hanno stretto un giuramento che li obbligava a restare lontani dalle faccende del mondo e a dormire per tutta l'eternità, ma il tradimento della Regina delle Tenebre, rea di aver rubato le uova dei draghi buoni per sottoporle ai suoi abominevoli esperimenti di creazione dei draconici, ha causato il ritorno di tutti i draghi su Krynn per partecipare alla Guerra delle Lance, in seguito alla quale essi si sono ripresi i propri domini.
I draghi hanno di solito due nomi, uno nella loro lingua ed uno con cui vengono chiamati dalle altre razze. Quelli che sorvolano il mondo di Krynn si dividono in due grandi categorie: draghi cromatici (blu, rossi, bianchi, verdi, neri), di allineamento malvagio, e draghi metallici (d'oro, d'argento, di rame, di bronzo, d'ottone), di allineamento buono.

#### Draghi Cromatici
- Draghi Blu: eletti del dio Sargonnas, i draghi blu sono eccellenti guerrieri e sono forse, assieme ai loro compagni verdi, i più intelligenti tra i draghi. Fedeli e disciplinati, i draghi blu hanno un forte senso di coesione con gli appartenenti alla loro stessa razza e sono le cavalcature migliori per i Cavalieri di Draghi, che dimostrando di essere valenti generali possono guadagnarsi il rispetto eterno del loro drago: un esempio di questa fedeltà è Khellendros (chiamato Skie dagli umani), il drago di Kitiara Uth Matar, che sfida anche la morte pur di riportare in vita la sua padrona. I draghi blu soffiano fulmini accecanti e sono i padroni dei temporali e delle tempeste.
- Draghi Rossi: sono i più distruttivi e sanguinari dei draghi cromatici, votati solo alla strage e al massacro. I draghi rossi sono molto indisciplinati e arroganti, e sono indipendenti e difficili da comandare, in quanto non vanno d'accordo neanche tra di loro, ma in battaglia possono costituire un'arma formidabile. Sono infatti stormi di draghi rossi a volare prima su Solace e poi su Tarsis, durante la Guerra delle Lance, radendo le due città completamente al suolo con il loro alito infuocato. Sono devoti a Hiddukel.
- Draghi Bianchi: i draghi bianchi sono stati creati artificialmente mediante numerosi incroci volti a perfezionare una specie di drago che potesse sopravvivere anche alle temperature più rigide, ma questo ha influito drasticamente sulla loro intelligenza. Sono forse i più stupidi tra i draghi. Soffiano brezze glaciali, ma il loro soffio di gelo non provoca tanti danni quanto quelli dei loro fratelli. Il loro dio è Chemosh.
- Draghi Verdi: crudeli e intelligenti, i draghi verdi sono devoti a Morgion e superano tutti i loro fratelli nel campo delle conoscenze magiche, per cui preferiscono servire un mago che un semplice cavaliere. Nella Guerra delle Lance è proprio un drago verde, Cyan Bloodbane, a sussurrare sogni orrendi all'orecchio di Lorac, il re degli elfi, e a trasformare Silvanesti in una terra d'incubo; successivamente, questo stesso drago passerà al servizio di Raistlin Majere, divenuto ormai Arcimago della Torre dell'Alta Stregoneria di Palanthas.
- Draghi Neri: i più spaventosi tra i draghi, sono protetti dalla dea Zeboim e sono animati da una spiccata crudeltà. Il loro soffio è costituito da acidi di enorme potenza; un esempio è fornito dal drago femmina che infesta le rovine di Pax Tharkas, avversario di Riverwind nella sua affannosa ricerca di un simbolo dell'esistenza dei veri dei.

#### Draghi Metallici
- Draghi d'Oro: i più possenti fra i draghi metallici, sono perfettamente in grado di reggere il confronto con i giganteschi draghi rossi, dei quali sono i nemici giurati. I draghi dorati sono i più vicini ai Cavalieri di Solamnia, dei quali condividono l'amore per la battaglia e la ferrea disciplina. Sono i protetti di Paladine e del figlio Solinari. Nel terzo e ultimo libro delle Cronache si incontra il drago d'oro soprannominato Pirite insieme con Fizban ad aiutare gli eroi in una delle avventure conclusive della trilogia. Tale drago sembra avere all'incirca mille anni, nonostante la vita media sia solitamente inferiore.
- Draghi d'Argento: sono i più dolci e gentili tra i draghi, ma in battaglia si trasformano in avversari formidabili. Amano prendere forma umana o elfica e mescolarsi tra questi popoli, ma le loro storie d'amore con gli appartenenti a queste razze finiscono sempre in tragedia: è il caso di Gwynneth, che ha dovuto rinunciare al suo amore per Huma per sconfiggere la Regina delle Tenebre, e di sua sorella Silvara, la cui storia d'amore con l'elfo Gilthanas ha avuto uno straziante epilogo.
- Draghi di Rame: piccoli e veloci, i draghi di rame sono una preziosa risorsa nelle battaglie per la loro facilità di manovra, che li rende capaci di manovre impossibili per gli altri draghi più grossi.
- Draghi di Bronzo: i più piccoli tra i draghi, essi sono anche i più giocosi e sono animati da una profonda devozione verso Paladine. Durante le Leggende di Dragonlance essi sono guidati da Khirsah, conosciuto anche come Fireflash, un giovane e coraggioso drago amico di Flint Fireforge e Tasslehoff Burrfoot.
- Draghi d'ottone: sono i più resistenti fra i draghi e quelli capaci di vivere più a lungo; un esempio è il longevo Cupelix, che visse sulla luna rossa del pianeta di Lunitari. Anche se spesso, con l'invecchiare, assumono forme di demenza senile, questo non gli impedisce di avere intuizioni davvero sorprendenti e di essere i più "umani" fra i draghi.

### Draconici
I draconici sono una nuova razza di guerrieri creata appositamente dalla Regina delle Tenebre per mezzo di un suo potente cherico, Dracart. Con questa empia creazione, Takhisis infranse l'antico giuramento dei draghi, che prevedeva che queste maestose creature si ritirassero dal mondo e rimanessero immerse in un sonno eterno a patto che non si facesse del male alle loro uova. Per creare questa nuova immonda razza, infatti, i servi di Takhisis corruppero le uova dei draghi buoni e le tramutarono in orrendi gusci da cui uscirono i draconici.
Alti come un uomo e dalle fattezze simili a quelle dei rettili, i draconici sono in realtà di differenti razze: sebbene tutti abbiano sulla schiena un paio di corte ali, solo quelle di alcuni sono funzionali e permettono loro di volare; alcuni hanno poteri magici; altri ancora sono semplici guerrieri.
I draconici hanno, inoltre, il potere di nuocere anche quando sono morti: infatti, i più si trasformano in pietra imprigionando nel loro corpo la spada che li ha trafitti per un certo periodo di tempo, finché non si mutano in polvere; altri si disciolgono in pozze d'acido velenoso, ed una minima parte dei loro corpi contiene ossa che esplodono dopo la morte, così da causare ulteriori danni tutt'attorno.

#### Tipologie di draconici
- Aurak

Creati dalla corruzione delle uova dei draghi d'oro, sono i più potenti tra i draconici. Abilissimi nell'uso della magia. Alla loro morte il corpo esplode rilasciando l'energia magica da essi posseduta, che devasta tutto ciò che gli è intorno nell'arco di qualche metro. Non possono volare.
- Baaz

I più deboli e i più malvagi tra i draconici, generati dalle uova dei draghi di ottone. Alla loro morte il corpo diventa di pietra anche fino a un'ora, incastrando la lama dell'avversario, per poi tramutarsi in polvere.
- Bozak

Creati dalle uova dei draghi di bronzo, sono dotati sia nella magia che nel combattimento fisico, per questo li troviamo quasi sempre come ufficiali nell'esercito. Hanno ali con le quali possono galleggiare nell'aria. Alla loro morte il corpo diventa polvere lasciando lo scheletro che poco dopo esplode, raggiungendo i risultati degli Aurak.
- Kapak

Nati dalle uova dei draghi di rame, sono ignoranti e rozzi, ma agilissimi e con una capacità di nascondersi fuori dal comune. Sono gli assassini specializzati dell'esercito. Il loro morso inoltre rilascia veleno, e con le loro ali riescono a librarsi a malapena nel vento. Alla loro morte il corpo si tramuta in una pozza d'acido corrosivo.
- Sivak

Creati dalle uova dei draghi d'argento, sono draconici fortissimi e le grandi ali gli permettono di volare a loro piacimento. Non sono molto intelligenti, ma dopo aver ucciso potevano mutare il loro aspetto nella figura dell'ucciso e ciò li rendeva abili spie. Questo potere funzionava anche al contrario: dopo essere stati uccisi per tre giorni assumevano l'aspetto dell'uccisore, per poi diventare polvere.

## E

### Elfi
Gli elfi sono la razza prediletta da Paladine, e non ne fanno mistero con nessuno. Bellissimi ed alteri, hanno una vita così lunga da essere indifferenti al passare del tempo, ma anche per questo motivo sono spaventati a morte dai cambiamenti e preferiscono vivere isolati nelle loro terre, tenendo lontane tutte le altre razze e soprattutto gli umani.
Sul continente di Ansalon esistono principalmente tre popolazioni diverse di elfi: gli elfi marini devono infatti essere considerati una popolazione a parte, poiché le loro dimore non sono situate sulla terraferma. Citazione a parte, infine, meritano gli elfi scuri.

#### Elfi di Silvanesti
I più puri ed altezzosi fra gli elfi, i Silvanesti risiedono nella loro foresta nell'estremo Sud-Est di Ansalon. Sono guidati dal Portavoce delle Stelle ed hanno come capitale Silvanost, ove egli risiede.
I Silvanesti saranno il popolo maggiormente colpito dalle conseguenze della Guerra delle Lance, poiché il loro capo Lorac, nella sua incoscienza, tenterà di usare un globo dei draghi per contrastare la minaccia degli eserciti, dopo aver mandato tutto il suo popolo a rifugiarsi nell'Ergoth. La sua poca esperienza ed il suo inconsistente sapere magico lo renderanno però una vittima del globo stesso, poiché il grande drago verde Cyan Bloodbane ne approfitterà per soggiogare la mente del vecchio re e per trasformare Silvanesti in una terra d'incubo. Anche dopo che gli Eroi delle Lance avranno sconfitto Cyan, ci vorranno molti e molti anni per riportare Silvanesti al suo vecchio splendore.
Appartengono alla stirpe dei Silvanesti anche Alhana Starbreeze, l'elfo scuro Dalamar e il Signore dei Draghi Feal-Thas.

#### Elfi di Qualinesti
Similmente a quanto accadde per i nani delle colline, anche i Qualinesti si distaccarono dal regno dei loro fratelli e, guidati da Kith-Kanan, si rifugiarono non senza il loro tributo di morti nell'estremo Ovest, vicino a Thorbardin.
I Qualinesti sono guidati dal Portavoce dei Soli, residente a Qualinost, e la loro lingua è una versione più imbastardita del puro e musicale elfico di Silvanesti. Il Portavoce dei Soli all'epoca della Guerra delle Lance è Solostaran, zio di Tanis Mezzelfo.

#### Elfi selvaggi (Kagonesti)
Gli elfi selvaggi hanno dimora nell'Ergoth del Sud e fanno la parte dei nani di fosso nella società elfica, pur non essendo ridotti a quei livelli di umiliazione. Essendo infatti considerati sporchi e primitivi, vengono presi praticamente in schiavitù sia dai loro cugini Silvanesti prima che dai Qualinesti poi, quando entrambe le popolazioni si trovano costrette a rifugiarsi nell'Ergoth in seguito all'attacco degli Eserciti dei Draghi.
Tra i Kagonesti si nasconde inoltre, per un certo periodo di tempo, il drago d'argento Silvara (chiamata dai suoi consanguinei Silvart, ossia "fanciulla dai capelli d'argento").

#### Elfi marini (Dargonesti)
Gli elfi del mare sono cugini degli elfi di Ansalon che vivono sott'acqua, dove sono in grado di mutarsi in delfini: sono una razza molto bella, in quanto assomigliano ai loro parenti terrestri e parlano la stessa lingua, ma sono anche estremamente schivi. Dopo il Cataclisma, essi hanno preso dimora nelle rovine della città di Istar, sprofondata nel Mare di Sangue, e lì vivono salvando i naufraghi che osino avvicinarsi troppo al perenne maelstrom presente al centro dell'oceano. Neanche gli elfi marini, tuttavia, osano avvicinarsi troppo al luogo ove un tempo sorse il Tempio del Gran Sacerdote, poiché la malvagità che grava su quel luogo è tale da spaventare perfino loro.
Il principale elfo Dargonesti, incontrato dagli Eroi delle Lance, è l'elfa Apoletta.

#### Elfi scuri
Col termine elfi scuri si definiscono quegli elfi "allontanati dalla luce", cioè esiliati dalle loro terre natali per aver commesso un qualche orrendo crimine. Gli elfi venerano la vita come nessun'altra razza su Krynn, e pertanto non assegnano mai a nessuno e per nessun motivo la pena di morte, che essi giudicano barbara e prettamente umana; tuttavia, anche la decisione di esiliare un loro compagno è presa dagli elfi con estrema riluttanza e solo in casi gravissimi, poiché per la loro cultura questo è un destino ancor peggiore della morte.
Nel corso della saga di Dragonlance capiterà di incontrare un certo numero di elfi scuri. Dalamar è forse il caso più eclatante: un tempo appartenente al popolo dei Silvanesti, è stato esiliato in seguito alla sua decisione d'intraprendere lo studio delle arti magiche, permesso solo agli elfi di nobile rango, con in più l'aggravante di aver scelto le Vesti Nere, su cui nessun elfo poteva posare lo sguardo senza rabbrividire d'orrore. Successivamente, seguiranno il suo triste destino, nel corso del racconto Il sacrificio narrato nella raccolta La seconda generazione, la nobile principessa elfica Alhana Starbreeze, anch'ella di Silvanesti, e suo marito Porthios di Qualinesti, cacciati a causa del complotto ordito dal senatore Rashas per governare le terre elfiche. Infine, anche Tanis Mezzelfo verrà bandito da Qualinesti, sempre ad opera del senatore Rashas, per aver tentato di sottrarre suo figlio Gilthas alla prigione nella quale egli si era involontariamente andato a cacciare.

## G

### Gnomi
Gli gnomi sono piccole creature di corporatura simile a quella dei nani, ma di carattere completamente differente. Mentre i nani infatti amano restare isolati ed attaccati alle proprie tradizioni, gli gnomi sono degli inventori nati e sfornano in continuazione nuovi marchingegni dai nomi impossibili e che raramente funzionano (o che spesso, anzi, manifestano una strana tendenza ad esplodere). Sono organizzati in centinaia di comitati, che discutono di ogni singolo progetto sviluppato sotto la montagna dove gli essi hanno la loro residenza, il Monte Nonimporta.
Gli gnomi risiedono da tempo immemorabile su Sancrist, in pacifica convivenza con i Cavalieri di Solamnia che si sono stabiliti nelle pianure dell'isola. In realtà la storia narra che, quando i primi Cavalieri sbarcarono sull'isola, gli gnomi si spaventarono moltissimo e decisero di nascondere l'intera montagna per evitare di essere invasi: come al solito, la loro iniziativa non ebbe buon esito, ma i Cavalieri si mostrarono tanto gentili e solleciti nel soccorrere quelle creaturine, mezze soffocate dai vapori di zolfo scaturiti dall'esplosione della loro infernale invenzione (nella famosa mattina che passò alla storia come il Giorno delle Uova Marce), che subito vennero stabilite le basi per una pacifica convivenza futura. Oltretutto, i Cavalieri seppero sagacemente avvalersi di alcune tra le meno complicate invenzioni degli gnomi, per cui si instaurò un proficuo scambio di informazioni tra i due popoli.
Uno dei più grandi problemi degli gnomi riguarda il linguaggio: essendo infatti estremamente prolissi nelle loro descrizioni, gli gnomi si sono abituati a parlare in Comune al quadruplo della velocità di un essere umano normale, il che rende molto difficile la comprensione con le altre razze. Tra gli abitanti di Krynn gira anzi voce che nessuno gnomo abbia mai finito una frase, vista la consuetudine di essere sempre interrotti dai loro simili o da tutti gli sfortunati che vengano a contatto con loro.
Le leggende sulla creazione del mondo definiscono gli gnomi come lontani cugini dei kender e dei nani, poiché entrambe queste razze originarono da essi per colpa di un capriccio della Gemma Grigia. In particolare, si narra che gli gnomi siano stati creati da Reorx a partire da alcuni umani, che dovevano l'aver imparato le arti della metallurgia e dell'artigianato al dio, ma che essendosi inorgogliti e avendo deriso il dio per le sue proporzioni minuscole, causarono l'ira di Reorx: questi allora, incollerito, avrebbe deciso di punirli rendendoli piccoli e deformi, dando così origine alla razza degli gnomi.

### Goblin
Malvagie creature che sarebbero un misto degli elfi e degli orchi. Comunemente essi erano più conosciuti per le guerre prima del Cataclisma, durante le quali, insieme agli orchi, costituirono la maggior parte delle forze negli eserciti della Regina Takhisis.
Le razze di Goblin includono i Bugbear, gli Hobgoblin, e i Mezzi Goblin. L'Hobgoblin più conosciuto è certamente il Signore dei Draghi Fewmaster Toede.

## I

### Irda
Gli Irda sono creature di una bellezza inimmaginabile, che vivono su un'isola al largo delle coste di Ansalon. Essi sono gli unici appartenenti alla razza degli ogre che si salvarono dalla corruzione del corpo e della mente, poiché si rivolsero a Paladine per essere salvati: il dio acconsentì alla loro richiesta, ma in cambio volle che essi vivessero isolati dalle altre popolazioni di Krynn, per non cadere più in tentazione.
Con il passare dei secoli, l'isolamento imposto da Paladine divenne una condizione essenziale della vita degli Irda, che si estraniarono progressivamente anche l'uno dall'altro, sino a far temere per la sopravvivenza della razza stessa. Fu così che i più potenti maghi tra gli Irda inventarono uno stratagemma per assicurare la procreazione del loro popolo e crearono il Valin, una maledizione che insorge quando due Irda con particolare affinità s'incontrano, e che li porta ad un progressivo deperimento (o anche alla morte) a meno che essi non generino un figlio assieme. Questa esperienza è però così traumatica per le due persone coinvolte, abituate come sono al loro isolamento, che di norma essi non vogliono mai più rivedersi dopo l'abbattimento del Valin e tornano con sollievo alla loro vita ritirata.
Gli Irda sono i depositari di una magia antichissima e molto potente, ed a loro è stata affidata, dopo innumerevoli peripezie, la custodia della Gemma Grigia di Gargath. L'arrivo degli Eserciti dei Draghi, guidati da Lord Ariakan, sulla loro isola, sarà però fonte di così grande spavento per gli Irda che essi, temendo per la propria quiete e per il proprio beato isolamento, decideranno di spaccare la Gemma Grigia (dopo aver cacciato dall'isola la loro protetta umana, Usha, per evitare che interferisse con il processo) e di sfruttare il suo potere per operare un infrangibile incantesimo protettivo: essi avranno però fatalmente sopravvalutato il proprio potere di controllo, poiché la rottura della Gemma e la liberazione del Chaos porteranno alla morte istantanea di quasi tutto il popolo Irda ed alla terribile Guerra del Chaos.

## K

### Kender
I kender sono piccole creature che popolano tutto Krynn, con sommo dispiacere di tutte le altre razze. Alti poco più di un metro, i kender sono gli eterni bambini di Ansalon: curiosi, innocenti e sempre allegri.
La ragione per cui le altre razze non approvano l'esistenza dei kender è legata principalmente alla loro scarsa considerazione della proprietà altrui. I kender hanno infatti un concetto molto elastico di "proprietà" e, sebbene non sopportino di essere chiamati ladri, semplicemente non riescono a tenere le mani lontane dagli averi altrui, che finiscono immancabilmente nelle molte borse che essi portano a tracolla.
Per i kender, tutto il mondo non è altro che una grande avventura. Completamente privi di senso del pericolo o della prudenza, essi sarebbero pronti a gettarsi tra le fauci di un drago senza neanche un brivido: si ritiene infatti che la loro alta capacità procreativa sia il solo motivo per cui essi non si siano ancora estinti. I kender sono capaci di passare in qualunque buco ("Dove passa un topo, passano due kender") e di scassinare qualunque serratura; sulle strade di Krynn, dove ogni kender si ritrova dopo una certa età a causa della sua "mania di girovagare", non si separano mai dal loro hoopak, secondo il detto "Sulle strade nuove ci vuole un hoopak" (sempre seguito da "Non esistono strade vecchie").
A sentir loro, tutti i kender discendono, più o meno alla lontana, dal fantomatico zio Trapspringer: di lui si narra che abbia fatto cose strabilianti, e tutti i kender conoscono fiumi di storie su questo loro mitico antenato. Tuttavia, vista la spiccata tendenza dei kender a raccontare menzogne gigantesche, non è facile trovare fra le altre razze qualcun altro che ritenga queste storie attendibili.
Incapaci di rimanere seri per lungo tempo, i kender reagiscono con rabbia per un solo motivo, cioè in caso qualcuno minacci di portargli via tutti i loro tesori. È infatti proprio con questa motivazione che Kronin Thistleknot, unico eroe kender della Guerra delle Lance, riesce a convincere il suo popolo a sollevarsi per scacciare via i padroni dei draghi dalle loro terre. Il vero eroe della saga di Dragonlance è comunque il piccolo Tasslehoff Burrfoot, la cui tomba diverrà un luogo di ferventissimo pellegrinaggio e le cui gesta verranno cantate da qualunque kender su Krynn (rivedute e corrette, naturalmente).

## M

### Minotauri
Collerici e sanguinari, i minotauri vivono sulle isole di Mithas e Kothas, che abbandonano raramente. I pochi minotauri che si incontrano su Ansalon sono guerrieri feroci ed instancabili, ma peccano spesso di un'eccessiva sicurezza che è il loro maggior punto debole.
La violenza della razza dei Minotauri ha le sue radici nella loro creazione. In origine un clan di orchi che vivevano sulla costa occidentale di Taladas, i minotauri furono creati quando la Gemma Grigia giunse nel villaggio di questo clan e trasformò dolorosamente gli orchi in minotauri.
Quando queste sfortunati "uomini-bestie" cercarono aiuto dai propri fratelli orchi, quest'ultimi li asservirono. Alcuni si ribellarono e fuggirono via mare verso Ansalon per iniziare una nuova esistenza.
Ma prima di lasciare Taladas, i ribelli uccisero gli orchi e ne distrussero gli insediamenti.
I minotauri sono dei conquistatori, guerrieri onorevoli e come la maggior parte delle razze di Krynn si credono gli eletti degli dei.
Sono creature grandi e robuste, ma non molto agili. Sono umanoidi dalla testa di toro alti e muscolosi, e il loro corpo è coperto da un pelo corto di colore dal rosso al castano, con occhi castani o neri. Fin dalla gioventù, i minotauri si concentrano sullo sviluppo dei loro muscoli, piuttosto che del loro cervello. Sono dotati di una pelle molto dura ed il loro olfatto è particolarmente sviluppato. Un minotauro può inoltre usare le sue corna come armi naturali per effettuare un attacco da incornata. Sebbene non tutti i minotauri siano dei combattenti, tutti i membri della razza devono dimostrare la loro validità di combattenti nel Circus: un'arena gladiatoria in cui l'abilità nelle armi determina chi è più adatto a governare.
Al di fuori delle loro terre native, la maggior parte dei minotauri incontrati sono combattenti o esperti marinai, e sono famosi gladiatori. I minotauri sono combattenti feroci, che si lanciano in battaglia fiduciosi delle proprie capacità. Sono combattenti intelligenti che studiano fin da piccoli le tattiche di combattimento e assalgono solo quegli avversari che sono certi di sopraffare.
I minotauri ritengono che la forza sia l'aspetto più importante di una civiltà insieme all'onore, che è definito dal mantenere la parola data e rispondere a qualsiasi sfida. La forza viene dimostrata tramite le attività giornaliere e, più importante, con la superiorità in battaglia. Questi concetti vengono regolarmente messi alla prova nel grande Circus, dove i minotauri lottano per ottenere posizioni sociali e difendere l'onore. I minotauri seguono i loro capitani, e l'imperatore, che per mantenere il suo trono deve combattere alla morte contro gli sfidanti. I minotauri femmina ricoprono gli stessi ruoli dei maschi nella società, e devono dimostrare il loro valore allo stesso modo. 
I minotauri sono molto competitivi e combattono secondo le regole, non amano perdere, ma non dimostrano rancore verso coloro che li hanno battuti se questi lo hanno fatto senza usare inganni.
I minotauri sono fedeli e caparbi, una volta che un minotauro è convinto di qualcosa è molto difficile fargli cambiare idea.
Su tutto Krynn solo la cultura dei minotauri è l'unica veramente basata sull'uguaglianza: non esistono caste all'interno delle comunità minoiche, tutti possono migliorare il proprio stato sociale per sino gli appartenenti alle altre razze, infine qualsiasi minotauro può diventare imperatore sconfiggendo l'attuale detentore del potere in duello nell'arena.
L'arroganza dei minotauri può risultare offensiva agli occhi delle altre razze. 
Infatti le relazioni con le altre razze non sono sempre facili a causa del loro complesso di superiorità. Per gran parte della loro storia, i minotauri sono stati usati come schiavi-guerrieri dalla maggior parte delle razze di Krynn che sono state padrone o nemiche dei minotauri.
In generale, comunque, commerciano pressoché con tutte le altre razze, ma hanno un forte risentimento contro i nani che li asservirono prima del Cataclisma, e per la stessa ragione, con gli orchi che con l'inganno li governarono durante la Guerra delle Lance.
Rispettano invece i Cavalieri di Solamnia, che vedono come individui onorevoli anche se limitati.
Il sogno più grande dei minotauri è quello di dominare tutte le altre razze. La maggior parte dei minotauri venera Sargas (il loro nome per Sargonnas) come propria divinità patrona, sebbene alcuni ribelli di allineamento buono venerino Kiri-Jolith. Su Ansalon i minotauri adorano anche Zeboim, la dea dei mari. In generale vedono gli dei del bene deboli ed insofferenti come i loro seguaci.
La chiesa di Sargonnas iniziò a prosperare presso i Minotauri quando il dio notò la razza appena creata. Impressionato dalla loro forza e dalla loro intelligenza, comparve loro sotto forma di minotauro e li aiutò a dare forma alle loro convinzioni. Col tempo, il culto di Sargonnas si diffuse tra i minotauri e venne riconosciuto come la religione ufficiale di quella razza. Il culto di Sargonnas presso i minotauri e le altre razze si indebolì e iniziò a cedere sotto il peso della Proclamazione della Virtù Manifesta del Gran Sacerdote. I minotauri vennero perseguitati e ridotti in schiavitù, per essere inviati nelle arene dei gladiatori o essere utilizzati come schiavi sulle galere marinare di Istar. Il Cataclisma venne perciò vissuto come un giorno di liberazione dal popolo dei minotauri, che si riscossero dal gioco dei loro oppressori umani e videro le loro terre isolate nell'oceano da quelle degli altri. I molti torti subiti nel corso della Guerra delle Lance favorirono la diffusione del culto di Sargonnas tra tutti i popoli di Ansalon.
Dopo la fine della Guerra delle Anime, i minotauri cercheranno di dare il via ad un'invasione su vasta scala di Ansalon, ma saranno ostacolati da un improvviso colpo di Stato finito nel sangue.

## N

### Nani
Duri e coriacei, i nani amano il commercio e la lavorazione dei metalli e del legno, campo nel quale sono abilissimi artigiani. Sono devoti al grande Reorx, il dio fabbro, che pensano viva su una grande stella rossa impegnato a forgiare le restanti parti del mondo: si dice anzi che sia stato proprio lui a creare la loro razza, per punire alcuni umani, bravi nella lavorazione della pietra e del metallo, che avevano preso in giro il dio per il suo aspetto tozzo e goffo.
Tra i nani si narra una leggenda, quella dei nani kal-thax, i quali avrebbero raggiunto una tale abilità nel lavorare le gemme che Reorx, ammirato e soddisfatto, li avrebbe presi con sé per portarli nella sua reggia immortale come suoi aiutanti. I nani sono perciò devotissimi alla scultura e a tutte quelle attività volte a plasmare le ossa stesse della terra, poiché ognuno di essi spera intimamente di raggiungere un tale grado di abilità da andare a raggiungere i suoi fratelli kal-thax: tuttavia, nel corso degli anni questo desiderio ha finito per essere distorto fino a diventare un'ossessione, dando luogo alla rigida organizzazione sociale dei nani di montagna.
Anche per questa razza, ancor più che per gli elfi, vale il discorso delle innumerevoli differenze individuali che si incontrano fra gli appartenenti alle varie stirpi.

#### Nani di montagna
Arroccati all'interno di Thorbardin, i nani delle montagne sono i più tradizionalisti ed amanti della loro vita isolata. La loro società è organizzata in rigide caste, dalle quali nessuno si può svincolare, ed ognuno dei clan in cui è divisa fa capo ad un proprio Thane. I clan di Thorbardin sono: Hylar, Daewar, Klar, Theiwar, Daergar (detti anche Dewar), Aghar (Nani dei fossi); infine vi era anche il clan dei Neidar, i nani delle Colline. Per un nano delle montagne, come essi amano ripetere, la vera e propria realizzazione di un'intera vita è quella di non mettere mai il naso fuori dalle ossa di Thorbardin.
I nani di montagna sopravvivono mediante il minimo indispensabile di allevamento ed agricoltura. Sono specialisti nel costruire dimore invalicabili e nel plasmare la dura roccia dentro la quale vivono.

#### Hylar
Grazie alla loro istruzione e a un talento innato per la diplomazia, gli Hylar sono da tempo il clan dominante di Thorbardin. Il re Hornfel è il loro capo attuale. Si considerano protettori dei Klar, che in cambio si impegnano a dare loro il proprio supporto in qualsiasi cosa.

#### Daewar
I Daewar sono guerrieri superbi, e questo clan ha le truppe meglio addestrate, più coraggiose e leali che ci siano a Thorbardin, ma non sono particolarmente intelligenti o creativi. Essi si considerano i prediletti del dio Reorx, come sostengono da sempre. Caratterizzati da una tendenza al fanatismo, molti membri di questo clan in passato diventavano chierici di Reorx. Essi costruivano grandi templi dai ricchi arredi, i loro preti esigevano grandi somme per i loro servizi e con il denaro erigevano templi ancora più grandiosi. Con il Cataclisma i veri chierici di Reorx scomparvero, come stava accadendo ai veri chierici su tutto Krynn, e i Daewar rimasero sgomenti. Gli altri clan incolparono loro Daewar, ed attaccarono i templi, perciò essi sostennero che il dio era ancora presente, e continuano perciò tuttora ad effettuare riti religiosi. Ma col passare del tempo, quasi tutti i Daewar cessarono di credere a Reorx, fino a quando non ci fu il ritorno dei veri dei.

#### Klar
I Klar sono un popolo afflitto, che secondo alcuni fu maledetto dal dio Reorx quando un Klar fu sorpreso a barare nel giocare a dadi con il dio. In questo clan corre una vena di follia, e ogni famiglia ha almeno un membro che è completamente o parzialmente folle, e persino i nani Klar sani di mente hanno una tipica aria sconvolta. Di conseguenza, tendono a stare separati dagli altri, ma la cosa non crea loro difficoltà, in quanto sono abili nel controllare i vermi urkhan che scavano le gallerie, nel coltivare i campi e gestire il bestiame.

#### Nani di collina (Neidar)
I nani di collina discendono da quei nani che si ribellarono al rigido stile di vita dei nani delle montagne, e che manifestarono il desiderio di girare per il mondo a portare la propria arte alle altre popolazioni di Ansalon. Dato che questo rendeva impossibile una convivenza pacifica, i nani delle colline preferirono auto-esiliarsi da Thorbardin e cominciarono a viaggiare lungo tutto il continente, contribuendo a costruire con la loro mirabile abilità anche molte città umane ed elfiche.
Durante il periodo che seguì al Cataclisma, la civiltà dei nani fu devastata da una terribile guerra fratricida, in cui si inserì abilmente Raistlin manovrando l'Esercito di Fistandantilus. Dopo la scissione, infatti, tra le due popolazioni di nani non era mai più riuscito a correre buon sangue, fino a quel momento: fu solo quando si resero conto dell'insensatezza di quel terribile sacrificio che le due razze riuscirono pian piano a riavvicinarsi, sino a combattere fianco a fianco durante la Guerra delle Lance.

#### Aghar (Nani di fosso)
I più maltrattati e derisi, i nani di fosso vivono in condizioni pietose in tutti quegli anfratti che perfino gli animali più umili hanno abbandonato. Non dotati di una particolare intelligenza, sono comunque piuttosto astuti e, sebbene vigliacchi, se messi con le spalle al muro sanno combattere con inaspettata ferocia. Si dividono in tre clan, i Bulp, gli Slud e i Glup. La loro dimora prediletta è rappresentata dalle rovine di Xak-Tsaroth. Qui per molto tempo ha governato il grande Highbulp, Phudge I, del clan Bulp, il quale divenne il clan dominante da quando un certo Nulph Bulp scoprì per errore la città in rovina di Xak Tsaroth.

#### Theiwar
I Theiwar (Nani Oscuri) sono un clan ambizioso, ma non sono forti fisicamente, non sono abili guerrieri, non conoscono la disciplina e non potrebbero mai essere indotti a unirsi in una coordinata unità di combattenti. Inoltre i Theiwar sono intrinsecamente egoisti e non riuscirebbero nemmeno a concepire l'idea di sacrificare la propria vita per una causa. Soprattutto, non possono tollerare la luce, tanto che basta esporre i loro occhi a una qualsiasi fonte di luce perché diventino virtualmente ciechi. I Theiwar sono abili nel pugnalare alle spalle, nell'usare la loro oscura magia contro i nemici, nel rapire e nel rubare.

#### Daergar (Dewar)
I Daergar (detti anche Dewar) sono una branca dei Theiwar, anch'essi dunque sono "nani scuri" e rispondono alla maggioranza delle caratteristiche dei Theiwar: come questi ultimi, non amano la luce diretta del sole e sono assassini sanguinari ed efficienti. I Dewar costituiscono una branca particolare dei nani di Thorbardin, che si è evoluta come razza a sé stante per via dell'emarginazione a cui essi sono stati sottoposti da parte degli altri nani di montagna. Ciò è dovuto al fatto che i Daergar sono accusati di aver cospirato contro i loro cugini Hylar nel corso delle Guerre della Porta dei Nani, e per questo furono banditi da re Duncan nelle parti più profonde della montagna. Ciò non costituì una grave difficoltà per i Daergar, che da lungo tempo erano minatori di mestiere, abili nel trovare ed estrarre metalli e pietre preziose. Il comportamento dei Dewar è dovuto ad una vena di follia che si è manifestata nella razza dei nani scuri, e che si è ulteriormente rinforzata dopo secoli di unioni fra consanguinei imposte dall'isolamento, fino a spingere gli altri nani a cercare di evitare il più possibile questi loro strani cugini.
Nel corso delle guerre della Porta dei Nani, che si concluderanno nel crollo della fortezza di Zhaman, i dewar tradiranno i loro fratelli nani di montagna, e le loro famiglie saranno imprigionate per punizione nelle segrete di Thorbardin, dove moltissimi fra loro verranno decimati dalla peste. Durante la Guerra delle Lance dato che le miniere in cui questo clan lavorava sono state chiuse, tutto il popolo Dewar precipita nella povertà, nel degrado e nel crimine. Essi allora incolpano i loro cugini Hylar delle proprie difficoltà, in quanto sono convinti che la chiusura delle miniere sia un complotto inteso a distruggerli. Per questo, guidati dal loro capo Realgar, tenteranno una sommossa alleandosi con i draconici, ma saranno nuovamente sconfitti.

## O

### Ogre
Creati dalla Regina delle Tenebre come sua prima e prediletta razza, gli ogre furono un tempo bellissimi come la loro oscura Signora, ed altrettanto malvagi. La corruzione dei loro animi portò poi ad un loro progressivo imbruttimento, tanto da farli entrare fra le creature più viscide e repellenti che abbiano mai solcato i suoli di Ansalon, ma ad essi è rimasta comunque una grande possanza ed un'insaziabile bramosia per le stragi. Le uniche creature ad essersi salvate da questa maledizione costituiscono adesso il popolo degli Irda.

## S

### Sirine
Le Sirine sono creature in grado di cambiare forma ed assumere quella di un animale che faccia loro comodo. Caramon Majere incontra una donna di questa razza, Kiiri, durante la sua permanenza ad Istar come gladiatore, subito prima del Cataclisma.

## T

### Thanoi
I Thanoi sono un popolo di uomini-tricheco che vivono in villaggi sparpagliati, situati perlopiù nella regione dei Ghiacci.

## U

### Umani
Gli umani in Dragonlance non hanno nulla di speciale, e si comportano esattamente come si richiede da persone nate nel Medio Evo. In media sono incostanti e paurosi, ciononostante anche tra di loro si possono ritrovare dei veri e propri eroi (come Elistan, il grande chierico di Paladine, o lo stesso Raistlin Majere).
Gli umani vivono sparsi sul continente di Ansalon, e sono decisamente la razza più diffusa su Krynn oltre ai kender. Alcuni di loro, tuttavia, vivono in zone particolari e presentano per questo caratteristiche differenti rispetto al resto della popolazione umana.

#### Ergothiani
Gli uomini dell'Ergoth, isola al largo della costa occidentale di Krynn, sono nerboruti marinai di colore che non appaiono frequentemente sul continente: la loro dimora viene spaccata in due parti dopo il Cataclisma, dando origine all'Ergoth del Nord ed all'Ergoth del Sud. Grazie al loro isolamento, gli Ergothiani sono fra i pochi popoli a resistere all'invasione di massa delle potenti truppe di Takhisis durante la Guerra delle Lance.

#### Barbari delle pianure
Con questo nome sono designati tutte le popolazioni che vivono nelle sconfinate pianure dell'Abanasinia, a nord-est di Solace. Sono uomini forti e riservati, organizzati in tribù il cui nome incomincia spesso con il prefisso Que- (come Que-teh o Que-shu, il villaggio di Goldmoon e Riverwind).
I barbari delle pianure indossano costumi fatti con morbide pelli di daino, si coprono con pellicce per proteggersi dal freddo ed ornano i loro abiti con piume d'uccello.

#### Cavalieri di Solamnia
Puoi trovare l'articolo riguardante questo argomento andando alla pagina Cavalieri di Solamnia.